# 薩瓦克山
11°33′47″S 76°09′54″W / 11.56306°S 76.16500°W
薩瓦克山（Shawaq），是秘魯的山峰，位於該國中部胡寧大區，由堯利省的莫羅科查區負責管轄，屬於安地斯山脈的一部分，海拔高度5,100米。